# Maurice Vander
Maurice Vander, egentligen Maurice Vanderschueren, född 11 juni 1929 i Vitry-sur-Seine, död 16 februari 2017 i Montmorillon , var en klassiskt skolad pianist som började spela jazz i i början av 1950-talet och blev främst känd som kompmusiker till Claude Nougaro men uppträdde även med Django Reinhardt och Don Byas och på inspelningar med Chet Baker och Stan Getz.
Vander var adoptivfar till Christian Vander och Laurent Vander.